# ای‌کا مپوریا
ای‌کا مپوریا (اوکراینی: Іка Гурамович Мепорія؛ زادهٔ ۲۶ ژانویهٔ ۱۹۸۹) بازیکن فوتبال اهل اوکراین است.
از باشگاه‌هایی که در آن بازی کرده‌است می‌توان به باشگاه فوتبال آرسنال کی‌یف اشاره کرد.